# Éloi Ragon
Pour les articles homonymes, voir Ragon.
Éloi Ragon, né le 25 juin 1853 à Ville-en-Blaisois (Haute-Marne) et mort le 29 mars 1908 à Bar-le-Duc (Meuse), est prêtre catholique français, helléniste et latiniste, enseignant et pédagogue, connu pour ses manuels destinés à l'apprentissage du latin et du grec ancien, et tout particulièrement pour sa Grammaire grecque parue en 1896, et encore réimprimée en 2021, dans sa version revue en 1952.
Par ailleurs, il s'engagea avec force dans le développement d'un enseignement chrétien, à travers l’« Alliance des maisons d’éducation chrétienne », qu'il présida et dont il fut un des piliers.

## Biographie
Né en 1853 aux confins de la Champagne, Éloi-Jules Ragon resta attaché à sa province natale, comme en témoigne son adhésion à la Société des lettres, sciences et arts de Bar-le-Duc.

### Formation
Éloi Ragon fut élève du petit et du grand séminaire de Verdun. Préfet des études au petit séminaire de cette localité dès 1875, il partit ensuite pour Paris préparer sa licence ès lettres, avant de revenir enseigner à Verdun, une fois sa licencie obtenue (en 1882). En 1885, il est admis à l’agrégation de grammaire (reçu cinquième).  

### Carrière et engagement
Dès 1884 il est appelé à l’Institut catholique de Paris, où il enseigna jusqu’à sa mort la langue et la littérature grecques. Avec les abbés (tous deux latinistes), Jean-Baptiste Lechatellier et Paul Lejay (1861-1920), auxquels se joignit plus tard l’abbé Joseph Bousquet (mort en 1912), il fut l’une des plus hautes autorités philologiques de l’Institut catholique, dont il dirigea la section des Lettres.
Il fut aussi, apparemment, pendant un temps professeur de grec à l’École des Carmes, à Paris[réf. souhaitée]. Par son exemple et son travail d’édition, l’abbé Ragon a renouvelé l’étude du grec dans les maisons d’éducation chrétienne[réf. nécessaire]. En ce qui concerne le latin, il se fit notamment le champion de la réforme de la prononciation de cette langue dans les sphères catholiques, et ce dans le but que tous les chrétiens parlent et comprennent la même langue . Ainsi, demandait-il, « N'est-il pas juste et en même temps utile que la langue officielle de l'Église catholique soit prononcée presque de la même manière par tous ses enfants, qu'un prêtre français puisse converser avec un prêtre étranger, qu'un étudiant français puisse suivre les cours d'un théologien italien, qu'un évêque puisse chanter la messe dans n'importe quel pays sans être exclu ou exclure ceux qui l'écoutent ? [in Revue de l'enseignement chrétien, 1907, p. 201. Traduit de l'anglais] »
Il fut très actif dès 1890 dans l’« Alliance des maisons d’éducation chrétienne », dont il fut le premier secrétaire, organisant notamment ses sessions annuelles jusqu’à sa mort. En outre, à partir de 1890, il dirigea la Revue de l'Enseignement Chrétien, créée en 1882 par l'association, association qu'il présida de 1890 à 1895. On peut même dire qu’il joua un rôle considérable dans l’organisation de l’enseignement libre en France pendant une vingtaine d’années, de 1884 à 1908. 
Il meurt le 29 mars 1908 à Bar-le-Duc (Meuse), après une brève maladie, à cinquante-quatre ans, ayant déjà accompli une tâche immense et occupant une place éminente parmi les hellénistes. Il est inhumé au cimetière Montparnasse à Paris.

### Éloges
Théodore Reinach, président de La Revue des études grecques, salua ainsi sa mémoire : « L’abbé Ragon, pédagogue organisateur, écrivain fécond, avait donné entre autres ouvrages une grammaire grecque ou plutôt attique, "ouvrage de science solide et d’exposition lumineuse" suivant le jugement de M. Max Egger, des exercices, une chrestomathie grecque, des éditions de textes classiques, notamment une édition très soignée, et accompagnée d’une traduction, de deux mimes d’Hérondas. Ai-je besoin d’ajouter qu’il avait choisi les deux seuls dont une jeune fille, même nouveau jeu, puisse permettre la lecture à sa mère ?  »
Par ailleurs, François Mauriac relève[Où ?] que l’abbé Ragon par ses Morceaux choisis des auteurs grecs « nous a enivrés (et pour toute la vie) », tandis que Jean Touzot, professeur émérite de littérature à la Sorbonne, soulignait[Où ?] que E. Ragon « a laissé une Grammaire grecque presque immortelle ». 

## LaGrammaire grecque
L'abbé Ragon a écrit un grand nombre d'ouvrages, dont l'un des plus connus est sa  Grammaire grecque, qui en était à sa seizième édition lorsqu’il mourut, et pour laquelle l’Académie des Inscriptions et Belles-Lettres lui avait décerné le prix Chénier, prix quinquennal doté de 1000 Francs (valeur 1904) .
La Grammaire grecque a été refondue en 1952 chez de Gigord par les hellénistes Alphonse Dain (1896-1964), Jules-Albert de Foucault (1905-1974), tous deux professeurs à la Faculté libre des lettres de Paris, et l’abbé Pierre Poulain (actif de 1954 à 1972). Jules-Albert de Foucault fut professeur agrégé, docteur ès lettres, bibliothécaire de la Revue des études grecques, dont il fut membre de 1936 à sa mort. Moins connu, l’abbé Pierre Poulain fut professeur-adjoint à la Faculté libre des lettres, et l'helléniste Jean Aubonnet (CNRS) le qualifia de « [très] fin connaisseur des lettres grecques ».
À preuve de « l'immortalité » évoquée plus haut, le tirage de la Grammaire a atteint plus de 400 000 exemplaires[Quand ?]. La version refondue de 1952, a été rééditée à plusieurs reprises par la maison De Gigord, puis par Nathan, la dernière édition de cette maison datant de 2008, avec une réimpression en 2021, et le néo-helléniste Henri Tonnet n'hésite pas à parler de « la toujours jeune Grammaire grecque d'Éloi Ragon ».

## Publications
La liste ci-dessous a été établie sur la base du catalogue des imprimés de la Bibliothèque nationale de France.

### Grec
La partie la plus prolifique et la plus durable des publications dues à l’abbé Ragon.
- 1886 : Lucien de Samosate, Le Songe, ou le Coq
- 1887 : Saint Jean Chrysostome, Homélie sur le retour de l’évêque Flavien
- 1889 : Premiers exercices grecs, versions et thèmes faciles sur la première partie de la Grammaire, avec un double lexique
  - Livre de l’élève (2e éd., 1891 ; 3e éd., 1892 ; 4e éd., 1892 ; 11e éd., 1896 ; 12e éd., 1898 ; 14e éd., 1899 ; 15e éd., 1902 ; 22e éd., 1919 ; 24e éd., 1921 ; 26e éd., 1926 ; 34e éd., 1951)
  - Livre du maître (1890 ; 2e éd., 1894 ; 3e éd., 1899)
- 1890 : Démosthène, Sept Philippiques (Philippiques, Olynthiennes et discours sur la Chersonèse)
- 1892 : Tableau des verbes irréguliers de la langue attique (2e éd., 1893 ; 3e éd., 1895 ; 5e éd., 1895 ; 6e éd. ; 8e éd., 1901 ; 21e  éd., de Gigord, 1934 ; 27e éd., 1946 ; 29e éd., 1951 ; 31e éd., 1956)
- 1892 : Thèmes grecs sur la syntaxe, avec une petite stylistique, des exercices récapitulatifs, un tableau des verbes irréguliers et un lexique

Livre de l’élève (2e éd., 1892 ; 6e éd., 1896 ; 11e éd., 1900 ; 19e éd., de Gigord, 1923 ; 27e éd., de Gigord, 1951)
Livre du maître (2e éd., 1896 ; 3e éd., 1902 ; 4e éd., 1909 ; 5e éd., 1918 ; 10e éd., 1951)
- 1892 : avec l’abbé Bousquet, Sophocle, Œdipe à Colone, éd. classique (2e éd., 1896 ; 4e éd., 1903 ; 5e éd., 1908)
- 1892 : Abbé Quentier, Euripide, Alceste, texte grec publié avec notes en français, 2e éd. revue et corrigée par l’abbé Ragon
- 1893 : Chrestomathie grecque, contenant tous les mots usuels de la prose classique
  - Poussielgue : 4e éd., 1897 ; 6e éd., 1900
  - De Gigord : 1913 ; 3e éd., 1918 ; 13e éd., 1920 ; 14e éd., 1921 ; 1924 ; 21e éd., 1949
- 1893 : Nouveau recueil de fables d’Ésope, corrigées dans le texte, graduées et annotées, avec un lexique (Traduction, 1894)
- 1893 : Plutarque, Vie de Jules César
- 1894 : Cahier de conjugaisons grecques (2e éd., 1897)
- 1894 : Cahier de déclinaisons grecques
- 1894 : Xénophon, Mémorables, livre I (2e éd., 1902)
- 1896 : De la Prononciation du grec
- 1898 : Hérondas, Le Maître d’école. Le Sacrifice à Esculape. Texte grec, avec introduction et commentaire (Traduction française, 1898)
- 1899 : Xénophon, La Cyropédie, livre II
- 1899 : Lucien de Samosate, Choix de dialogues des morts, texte grec, avec des notes et un lexique (traduction française avec une introduction et des notes, 1899)
- 1900 : Saint Jean Chrysostome, Éloge des saints martyrs et Homélie après le tremblement de terre, texte revu et annoté
- 1900 : Homère, Petite Odyssée, chants et épisodes choisis, avec une introduction, des notes et un vocabulaire
- 1903 : Deux cents Versions grecques pour la seconde et la rhétorique, textes revus et annotés

#### Homère,Iliade
- 1889 ; chant I (8e éd., 1915 ; 9e éd., 1922 ; 10e éd., 1925)
- 1892 ; chant VI (8e éd., 1913)
- 1897, chant IX. Éd. scolaire ;
- 1900 : chant XVIII. Éd. scolaire ;
- 1896 ; 1902, 2e éd. ; 1911, 4e éd., de Gigord : chant XXII. Éd. scolaire.

#### Homère,Odyssée
- 1900 : chant I. Éd. scolaire ;
- 1896 : chant VI. Éd. scolaire ;
- 1895 ; 1910, 2e éd., de Gigord : chant XI. Éd. scolaire ;
- 1896 : chant XXII. Éd. scolaire

### Grammaire grecque
- 1889 : Grammaire grecque, à l’usage des classes, in-8° (215 x 140), VIII-246 p. (2e éd., 1891 ; 3e éd., 1892 ; 4e éd., 1892 ; 8e éd., 1894 ; 10e éd., 1895 ; 12e éd., 1897 ; 14e éd., 1899 ; 15e éd., 1902)
- 1891 : Grammaire grecque, avec syntaxe abrégée, in-8°, 216 p. (2e éd., 1894 ; 4e éd., 1896)
- 1896 : Précis de grammaire grecque, in-18 (185 x 115), 200 p.* Poussielgue : 1896 ; 2e éd., 1900 ; 3e éd., 1904* De Gigord : 4e éd., 1910 ; 5e éd., 1914 ; 6e éd., 1917 ; 7e éd., 1921 ; 8e éd., 1924 ; 16e éd., 1951
- 1929 : Grammaire complète de la langue grecque, à l’usage des enseignements secondaire et supérieur. Édition refondue et complétée de la Grammaire grecque à l’usage des classes, augmentée de notions de quantité et de métrique par Émile Renauld, de Gigord, in-8° (215 x 135), VIII-528 p. (35e éd., 1947, in-8°, 215 x 140, VIII-246 p. ; 39e éd., 1951).
- 1952 : Grammaire grecque entièrement refondue ,par Alphonse Dain, Jules-Albert de Foucault et Pierre Poulain, in-8° (210), VI-264 p., cart. ill., cart. errata. (en fait la 40e édition.)
  - De Gigord, 1952 ; 2e éd., 1953 ; 4e éd., 1956, in-8° (210), VI-282 p., cart. en coul. ; 5e éd., 1957 ; 13e éd. revue, « Collection A. Dain. Nouvelle collection de grec », 1973 ; 14e éd., 1976 ; 1986 ; 1992 ; 15e éd. 2008)
  - Nathan, 2005 ; 2008 (fac-similé de l’éd. de Gigord, 1952)

### Latin
C’est la partie la plus petite du travail éditorial de l’abbé Ragon, bien qu’aussi la plus précoce.
- 1884 : Lucrèce, De Rerum natura libri sex. Extraits
- 1887 : Cicéron, Oratio pro Archia poeta
- 1893 : Cent vingt versions latines données aux examens du baccalauréat ès lettres
  - Poussielgue : 2e éd., 1896 ; 3e éd., 1900 ; 4e éd., 1903 ; 1905 (Traductions, 2e éd. revue et corrigée, 1901)
  - De Gigord : 5e éd., 1912 ; 6e éd., 1916 ; 7e éd., 1921 ; 8e éd., 1924 ;
- 1894 : Notions d’accentuation latine
- 1896 : Grammaire latine à l’usage des classes (9e édition revue et corrigée, 1907 ; 15e éd., 1919 ; 17e éd., 1920 ; 18e éd., 1922 ; 19e éd., 1924 ; 27e éd., 1951 ; traduite : Grammatica latina, curso medio, Rio de Janeiro, Azevéedo, 1930)
- 1897 : Premiers exercices latins, versions et thèmes faciles sur la première partie de la Grammaire, avec un double lexique (13e éd., 1920 ; 14e éd., 1922 ; 15e éd., 1924 ; Livre du maître, 1897 ; traduction : Primeiros exercicios de latim, Rio de Janeiro, Azevéedo, 1931)
- 1897 : Lucrèce, De la Nature, Ve livre, texte latin, avec une introduction et un commentaire
- 1898 : Exercices latins sur la syntaxe, avec un lexique
- 1903 : avec l’abbé Émile Perrin, Cornelius Nepos, Cornelii Nepotis vitae, texte latin avec une notice, un commentaire et une carte (10e éd., de Gigord, 1923)
- 1903 : Jean Heuzet, Selectæ a profanis scriptoribus historiæ, texte annoté par M. Appert, 4e éd. par l’abbé Ragon

### Français
Sans doute parce qu’elle est tardive et peu novatrice, c’est une partie peu connue du travail éditorial de l’abbé Ragon, mais elle est tout de même consistante. Sauf mention contraire, l’éditeur est la veuve Ch. Poussielgue et le lieu d’édition Paris.
- 1886 : Morceaux choisis de prosateurs et de poètes français des XVIIe, XVIIIe et XIXe siècles, avec des notes et des notices. Cours élémentaire (2e éd., 1889 ; 3e éd., 1892 ; 4e éd., 1894 ; 7e éd., 1898 ; 10e éd., 1902 ; 1920)
- 1889 : Morceaux choisis de prosateurs et de poètes français depuis les origines de la langue jusqu’à nos jours avec des notes et des notices. Cours supérieur, classes de seconde et de rhétorique cinquième et sixième année de l’enseignement secondaire spécial (3e éd., 1893 ; 4e éd., 1895 ; 20e mille, 1901)
- 1887 : Morceaux choisis de prosateurs et de poètes français depuis les origines de la langue jusqu’à nos jours / des XVIe, XVIIe, XVIIIe et XIXe siècles... Cours moyen (2e éd., 1890 ; 3e éd., 1892 ; 4e éd., 1895 ; 6e éd., 1897 ; 1899 ; 35e mille, 1903 ; 38e mille, 1904 ; 40e mille, 1905)
- 1895 : Petits chefs-d’œuvre des conteurs français, Tours
- 1901 : Grammaire française. Cours supérieur
- 1901 : Analyse logique ; leçons et exercices (2e éd., 1902 ; Livre du maître, 1901)
- 1902 : Grammaire française. Cours moyen
- 1902 : Grammaire française. Cours élémentaire (Corrigé des exercices, 1903)
- 1902 : Exercices français sur le « Cours moyen de grammaire » (Livre du maître, 1903)
- 1903 : Les Auteurs français du brevet supérieur pour la période triennale 1903-1905, avec notices, analyses et commentaire
- 1905 : Syllabaire Ragon. Méthode de lecture illustrée, graduée et complète, avec de nombreux exercices
- 1905 : Cours préparatoire de grammaire française (de six à huit ans) : théorie par questions et réponses
- 1906 : Exercices français sur le Cours supérieur de grammaire (Livre du maître, 1906)
- 1908 : La Bonne orthographe, mémento du professeur, de l'écrivain, de l'imprimeur